# Dienstauszeichnung (Sassonia)

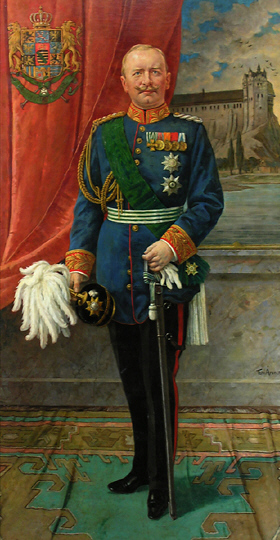
Ritratto di Federico Augusto III di Sassonia in alta uniforme: la prima medaglia in serie sulla sinistra è la Dienstauszeichnung

La Dienstauszeichnung fu una decorazione militare concessa nell'ambito del Regno di Sassonia.

## Storia
Come gli altri modelli di Dienstauszeichnung presenti in Germania, anche quella sassone era utilizzata per ricompensare ufficiali, sottufficiali e truppa dell'esercito dopo diversi anni di servizio. A seconda dell'anzianità era previsto un differente grado e nella storia del Regno di Sassonia ne vennero creati diversi modelli.

## Modelli

### Primo modello
Il primo modello di Dienstauszeichnung era in forma di medaglia (in bronzo o argento) e venne istituita dal re Antonio il 24 dicembre 1831 per sostituire i galloni di anzianità precedentemente cuciti direttamente sull'uniforme militare.
La medaglia era costituita da un tondo di bronzo o d'argento riportante sul diritto l'iniziale del monarca regnante, coronata ed attorniata da una corona d'alloro. Il retro riportava una decorazione con foglie di ruta e la scritta centrale "für langeu.treue Dienste".
Il nastro era verde con una striscia bianca per parte più una centrale più fine.

### Secondo modello
Il 23 aprile 1874 venne creato un secondo modello della medaglia istituita dal re Alberto di Sassonia e fu un chiaro segno di volersi allineare come modello alle altre Dienstauszeichnungen presenti nei vari stati tedeschi (specialmente in Prussia). Questa distinzione in seguito di separazione:
- Medaglia per ufficiali: I classe croce patente d'oro dopo 25 anni di servizio
- Medaglia per sottufficiali e truppa:
  - I classe croce patente d'oro dopo 21 anni di servizio,
  - II classe croce patente d'argento dopo 15 anni di servizio,
  - III classe croce patente di bronzo dopo 9 anni di servizio
- Medaglia per i membri del Landwehr:
  - I classe croce patente d'argento dopo 25 anni di servizio,
  - II classe fibbia con decorazione in argento

La croce era costituita da una croce patente in oro, argento o bronzo avente in centro un tondo con il monogramma coronato del regnante e sul retro del tondo il numero di anni di servizio espresso in numeri romani.
La medaglia era costituita da un tondo di bronzo o d'argento riportante sul diritto l'iniziale del monarca regnante, coronata ed attorniata da una corona d'alloro. Il retro riportava una decorazione con foglie di ruta e la scritta centrale "für langeutreue Dienste".
Il nastro era verde con una striscia bianca per parte più una centrale più fine.

### Terzo modello
Il terzo e ultimo modello della Dienstauszeichnung venne istituito il 6 settembre 1913 da Federico Augusto III di Sassonia ed ancora una volta esso era ispirato al modello prussiano. Essa, per una maggiore democraticità nell'assegnazione dei premi, rendeva tutte le classi aperte a tutti i ranghi unicamente a seconda degli anni di servizio ed abbassava il periodo per la concessione di modo da espandere il numero degli insigniti:
- I classe: croce patente d'argento dopo 15 anni di servizio
- II classe: medaglia d'argento dopo 12 anni di servizio
- III classe: medaglia di bronzo dopo 9 anni di servizio

La croce era costituita da una croce patente in oro, argento o bronzo avente in centro un tondo con il monogramma coronato del regnante e sul retro del tondo il numero di anni di servizio espresso in numeri romani.
La medaglia era costituita da un tondo di bronzo o d'argento riportante sul diritto l'iniziale del monarca regnante, coronata, attorniata da una corona d'alloro e dalla scritta "für langeutreue Dienste". Sul retro vi era lo spazio per indicare il numero di anni di servizio espresso in numeri romani.
Il nastro era verde con una striscia bianca per parte più una centrale più fine.
In genere, le medaglie venivano restituite al comando di competenza alla morte dell'insignito ma le famiglie potevano acquistarle di modo da mantenerle come cimelio. Con la fine della monarchia in Sassonia decadde anche l'uso di questa decorazione.